# Јасујуки Кувахара
Јасујуки Кувахара (јап. 桑原 楽之; 22. децембар 1942 — 1. март 2017) био је јапански фудбалер.

## Каријера
Током каријере је играо за Тојо.

## Репрезентација
За репрезентацију Јапана дебитовао је 1966. године. Учествовао је и на олимпијским играма 1968. За тај тим је одиграо 12 утакмица и постигао 5 голова.

## Статистика
| Јапан  | Јапан   | Јапан  |
| Година | Наступи | Голови |
| ------ | ------- | ------ |
| 1966.  | 4       | 2      |
| 1967.  | 1       | 1      |
| 1968.  | 2       | 1      |
| 1969.  | 4       | 1      |
| 1970.  | 1       | 0      |
| Укупно | 12      | 5      |